# World Academy of Science, Engineering and Technology
La World Academy of Science, Engineering and Technology WASET — literalment en català acadèmia mundial de ciència, l'enginyeria i la tecnologia— és un editor predador de revistes d'accés obert en una varietat ampla de temes científics i tècnics. També organitza diverses conferències científiques anuals, utilitzant noms que són igual de similar a les conferències reals organitzades per grups científics establerts. Les seves conferències són de qualitat dubtosa i qualsevol poden presentar un paper per senzillament pagant el cost d'inscripció. L'acadèmia ha estat catalogada com a "potencial, possible, o probable" editor predades. WASET té el seu domini en Azerbaidjan. És dirigida per Cemal Ardil, un antic mestre de ciència, amb assistència de la seva filla Ebru i el seu fill Bora. Cemal Ardil És també la persona que ha publicat més articles a la pàgina web de WASET.